# Luke Hyam
Luke Thomas Hyam (Ipswich, 24 oktober 1991) is een Engels voormalig voetballer die doorgaans speelde als middenvelder. Tussen 2010 en 2020 was hij actief voor Ipswich Town, Rotherham United en Southend United.

## Spelerscarrière
Hyam werd geboren in Ipswich en werd opgenomen in de jeugdopleiding van de plaatselijke profclub, Ipswich Town. In de voorbereiding op het seizoen 2010/11 speelde de middenvelder meer in enkele oefenduels, zoals tegen West Ham United en PSV. Op 7 augustus 2010 debuteerde hij in het eerste elftal, toen hij van manager Roy Keane in de basis mocht beginnen tegen Middlesbrough (1–3 winst). In de eerste drie maanden van het seizoen speelde Hyam tien wedstrijden, maar na het ontslag van Keane kreeg hij geen speeltijd meer dat seizoen onder diens opvolger Paul Jewell. In april 2011 kreeg hij toch een nieuw contract aangeboden voor de duur van twaalf maanden. Pas op 14 januari 2012 liet Jewell hem spelen, toen hij in de basis startte tegen Blackpool (2–2). Zijn eerste doelpunt voor Ipswich maakte Hyam op 28 november 2012, toen met 3–1 werd gewonnen van Nottingham Forest. Hij tikte in rebound in het doel nadat doelman Lee Camp had gered op een schot van DJ Campbell. In november 2015 werd Hyam voor twee maanden verhuurd aan Rotherham United. Na een maand riep Ipswich hem weer terug. In juli 2018 maakte Hyam transfervrij de overstap naar Southend United, waar hij zijn handtekening zette onder een verbintenis voor de duur van twee seizoenen, met een optie op een jaar extra. Aan het einde van dit contract verliet hij Southend, nadat hij al een tijd geteisterd was door blessures. In februari 2021 besloot Hyam definitief te stoppen als profvoetballer.

## Clubstatistieken
| Seizoen | Club               | Competitie   | Competitie | Competitie | Beker | Beker | Internationaal | Internationaal | Totaal | Totaal |
| Seizoen | Club               | Competitie   | Wed.       | Dlp.       | Wed.  | Dlp.  | Wed.           | Dlp.           | Wed.   | Dlp.   |
| ------- | ------------------ | ------------ | ---------- | ---------- | ----- | ----- | -------------- | -------------- | ------ | ------ |
| 2010/11 | Ipswich Town       | Championship | 10         | 0          | 3     | 0     | —              | —              | 13     | 0      |
| 2011/12 | Ipswich Town       | Championship | 8          | 0          | 2     | 0     | —              | —              | 10     | 0      |
| 2012/13 | Ipswich Town       | Championship | 30         | 1          | 2     | 0     | —              | —              | 32     | 1      |
| 2013/14 | Ipswich Town       | Championship | 35         | 1          | 3     | 0     | —              | —              | 38     | 1      |
| 2014/15 | Ipswich Town       | Championship | 16         | 1          | 2     | 0     | —              | —              | 18     | 1      |
| 2015/16 | → Rotherham United | Championship | 5          | 0          | 0     | 0     | —              | —              | 5      | 0      |
| 2015/16 | Ipswich Town       | Championship | 15         | 0          | 2     | 0     | —              | —              | 17     | 0      |
| 2016/17 | Ipswich Town       | Championship | 0          | 0          | 0     | 0     | —              | —              | 0      | 0      |
| 2017/18 | Ipswich Town       | Championship | 17         | 0          | 1     | 0     | —              | —              | 18     | 0      |
| 2018/19 | Southend United    | League One   | 18         | 1          | 4     | 0     | —              | —              | 22     | 1      |
| 2019/20 | Southend United    | League One   | 5          | 0          | 1     | 0     | —              | —              | 6      | 0      |
| Totaal  | Totaal             | Totaal       | 159        | 4          | 20    | 0     | 0              | 0              | 179    | 4      |